# Kostel svatého Vavřince (Nová Hradečná)
Farní kostel svatého Vavřince v Nové Hradečné v okrese Olomouc je barokní stavba z roku 1764. Byl postaven nedaleko místa, kde stál původní dřevěný kostelík ze 13. století. Jedním z hlavních donátorů byl kníže Josef Václav z Lichtenštejna, což dokládá erb nad vchodem do kostela. Kostel je zapsán na seznamu kulturních památek.
Jde o monumentální jednolodní stavbu s polygonálním kněžištěm, s přistavěnou sakristií a hranolovitou věží se stlačenou mansardovou helmicí. V západní stěně sakristie je umístěna kaple. Kostel kryje sedlová střecha, nad kněžištěm zvalbená, v jejím středu je umístěn polygonální sanktusník. V interiéru je hlavní oltář se sochou svatého Vavřince a bohatě zdobená kazatelna. Zajímavostí vybavení je křtitelnice z černého mramoru se křtem Páně a Svatopluka. V kostele jsou dva zvony (jeden s gotickým nápisem, druhý z roku 1650).
Celý kostel obklopuje hřbitov s ohradní zdí.